# إدوارد إليس
إدوارد إليس (بالإنجليزية: Edward Ellis)‏ (10 يناير 1810 - 28 مارس 1887) هو لاعب كريكت بريطاني (وحمل سابقاً جنسية المملكة المتحدة لبريطانيا العظمى وأيرلندا).